# Havana Joy Braun
Havana Joy Josephine Braun (* 2000 in London) ist eine deutsch-türkische Schauspielerin.

## Karriere
Havana Joy spielte zunächst Hauptrollen in den Kurzfilmen Mädchen als Romy, Stein zu Stein als Charlotte und Der Fall als Adele, bevor sie im Kinofilm Doppelherz für die Nebenrolle als Marie ausgewählt wurde. Ihre ersten bedeutenden Auftritte hat sie in der Fernsehserie Love Sucks als Hauptdarstellerin Zelda Zoris neben Damian Hardung als Ben von Greifenstein. Die erste Staffel besteht aus acht Folgen, die ab dem 31. Oktober 2024 bei ZDFneo läuft und zuvor bereits in der ZDFmediathek zu sehen ist. Diese Rolle brachte der Darstellerin eine Nominierung für den Schauspieler*innenpreis des Hessischen Rundfunks ein.

## Ausbildung
Braun besuchte von Oktober 2021 bis Juni des folgenden Jahres die Transform Schauspielschule in Berlin. Nach dem erfolgreichen Casting für Love Sucks begann die gebürtige Londonerin ein Studium an der Filmuniversität Babelsberg Konrad Wolf, das voraussichtlich noch bis 2027 dauern wird.

## Filmografie
- 2022: Mädchen (Kurzfilm)
- 2023: Stein zu Stein (Kurzfilm)
- 2023: Der Fall (Kurzfilm)
- 2023: Doppelherz (Kinofilm)
- 2024: Love Sucks (Fernsehserie, 8 Folgen)
- 2024: Jenseits der Spree (Fernsehserie, Staffel 04, Folge 4 Ganz Nah)

## Auszeichnungen
- 2024: Nominierung für den Schauspieler*innenpreis des Hessischen Rundfunks[4]